# Nils Eriksen
Nils Kristian Eriksen (ur. 5 marca 1911 w Gjerpen, zm. 5 maja 1975 w Moss) – piłkarz norweski grający na pozycji obrońcy. W swojej karierze rozegrał 47 meczów w reprezentacji Norwegii.

## Kariera klubowa
Swoją karierę piłkarską Eriksen rozpoczął w klubie Odds BK. W 1931 roku zdobył z nim Puchar Norwegii. W 1939 roku przeszedł do Moss FK. W 1941 roku zakończył w nim swoją karierę.

## Kariera reprezentacyjna
W reprezentacji Norwegii Eriksen zadebiutował 6 września 1931 roku w zremisowanym 4:4 meczu mistrzostw nordyckich z Finlandią. W 1936 roku zdobył brązowy medal na igrzyskach olimpijskich w Berlinie. W 1938 roku został powołany do kadry na mistrzostwa świata we Francji. Na nich zagrał w meczu z Włochami (1:2). Od 1931 do 1939 roku rozegrał w kadrze narodowej 47 meczów.